# جون بيرن (لاعب كرة قدم)
جون بيرن (بالإنجليزية: John Byrne)‏ (20 مايو 1939 في المملكة المتحدة - ) هو لاعب كرة قدم بريطاني في مركز مهاجم داخلي. لعب مع بريستون نورث إيند وكوين أوف ساوث ونادي بارنسلي ونادي بيتربورو يونايتد ونادي ترانمير روفرز لكرة القدم ونادي نورثامبتون تاون ونادي هيبرنيان وهاميلتون أكاديميكال ونادي أدينغتون ‏.